# محمد عنجراني
محمد عنجراني (مواليد 1992 في محافظة حلب) مهندس ميكانيك وسياسي سوري يشغل منصب وزير الإدارة المحلية والبيئة في حكومة أحمد الشرع منذ 29 آذار 2025.

## لمحة
بدأ عنجراني مشاركته في الشؤون العامة خلال المراحل الأولى من الثورة السورية عام 2011. واعتُقل لفترة وجيزة في وقت لاحق من ذلك العام بسبب أنشطته السياسية. وبعد إطلاق سراحه، ظلّ ناشطًا في مبادرات الحكم المحلي والمجتمع المدني، لا سيما في المناطق الخاضعة لسيطرة المعارضة.
شغل سابقًا منصب الأمين العام لوزارة الشؤون الدينية، ثم رئيسًا للهيئة المركزية للتفتيش والرقابة في حكومة الإنقاذ السورية. كما شغل منصب وزير الإدارة المحلية خلال ولايتيها الأخيرتين.
لعب عنجراني دورًا في إطلاق مبادرات تنموية وإدارية تهدف إلى تحسين الخدمات العامة في المناطق المتضررة من النزاع. وشارك في تنسيق برامج تُركز على إعادة تأهيل البنية التحتية والتعليم والخدمات الصحية وتوفير فرص العمل، لا سيما في المناطق ذات معدلات النزوح المرتفعة.